# Deraeocoris pinicola
Deraeocoris pinicola är en insektsart som beskrevs av Knight 1921. Deraeocoris pinicola ingår i släktet Deraeocoris och familjen ängsskinnbaggar. Inga underarter finns listade i Catalogue of Life.